# Carl Polatzek
Carl Polatzek (* 1803 in Iglau; † 23. Januar 1850 in Kremsier) war ein österreichischer Militärarzt und Politiker.

## Leben
Polatzek, der katholischer Konfession war, studierte von 1821 bis 1824 Medizin an der Universität Prag und wurde zum Dr. med. promoviert. Zwischen 1824 und 1834 war er Unterarzt bei verschiedenen Infanterieregimentern in Wien, von 1834 bis 1849 Oberchirurg beim 1. Landwehrinfanteriebataillon in Weißkirchen und zuletzt von 1849 bis 1850 Oberfeldwundarzt bei der österreichischen Armee in Kremsier.
Vom 18. Oktober 1848 (für Anton Schmidt) bis zum 30. April 1849 vertrat er den Wahlkreis Mähren (Prerau, Weißkirchen) in der Frankfurter Nationalversammlung. Im Parlament blieb er fraktionslos und stimmte mit der Rechten. Er gehörte zu den Abgeordneten, die gegen die Wahl Friedrich Wilhelms IV. zum Kaiser der Deutschen stimmten.